# 伊納 (伊利諾伊州)
伊納（英語：Ina）是位於美國伊利諾伊州傑佛遜縣的一個村落。

## 地理
伊納的座標為38°09′02″N 88°54′17″W / 38.15056°N 88.90472°W，而該地最高點為海拔高度131米（即430英尺）。

## 人口
根據2010年美國人口普查的數據，伊納的面積為6.33平方千米，當中陸地面積為6.33平方千米，而水域面積為0.00平方千米。當地共有人口2338人，而人口密度為每平方千米369人。